# 加洛林王朝
（旧称，又译加洛林王朝）是自751年後統治法蘭克王國的王朝。在此之前，其王朝成員以“宮相”的身分涉理王國朝政。751年，加洛林家族取代墨洛溫家族，正式坐上法蘭克王國的王位。在王朝其後的鼎盛時期，加洛林家族在名義上繼承了古典時期的羅馬帝國，也即是開創了後世所謂的神聖羅馬帝國，這使得加洛林王朝成為最為後人所記得的法蘭克王朝。
加洛林家族起源於今日法國中部的日耳曼民族之法蘭克人部落，在當時混亂不安的時代，只要有能力就極有可能出頭。丕平就是在這樣的情況下：本身有能力並得到軍隊的支持，於是推翻了部落中舊王，自行任命自己是新王。而就在此時羅馬帝國的邊境出現了外族倫巴底人的入侵，當時教宗就想出了一個彼此互利的點子：就是請丕平與羅馬帝國的軍隊一同出兵攻打倫巴底人，若打勝仗則教宗就會公開為丕平王進行加冕儀式，立他作王。
不料丕平竟然打了勝仗，並且把所佔領的倫巴底人領土的一部份送給了教宗，當作是一份大禮，其作用是：使其羅馬城周圍有一個安全且緩衝的保護，使敵人不容易入侵，史稱「丕平獻土」。原來教宗只是屬於宗教上的領導，但因有這一大片土地要管理，故慢慢的有關部隊、百姓生活、政府機關運作等等這些世俗的事物，教宗都得耗費時間來管理。之後歐洲的一些蠻族國王因著丕平的例子，開始了一個新的認知：只要王能獲得教宗的加冕，則就算當初是自立為王，此時也具有合法性了，同時也讓百姓們可以信服、有實質的權柄來指揮所屬的百姓和領土。
一般認為，“加洛林”的名稱，是源自其最著名的君主——查理大帝的祖父查理·馬特的拉丁语名字“Carolus”。最後一位加洛林王朝的神聖羅馬皇帝死於首位皇帝登基後一百多年的899年。

## 崛起
一般認為加洛林王朝的祖先是一位在墨洛溫王朝頗具影響力的梅斯教區主教安諾。他的兒子安塞吉塞迎娶了老丕平的女兒聖白加（Saint Begga）。安塞吉塞後來出任奧斯特拉西亞的宮廷宰相，自此宮相一職皆由同族成員繼承，而宮廷宰相的權力愈來愈大，墨洛溫國王漸淪為「無為王」（rois fainéants）。直到安塞吉塞的曾孫矮子丕平出任宮相後，於公元751年在教宗和法蘭克貴族的支持下，推翻墨洛溫王，自立為王。丕平的兒子便是查理，教宗良三世於800年加冕查理為皇帝。

## 王朝沒落

墨洛温王朝到卡洛林王朝的法蘭克王國。

查理曼在位46年，于814年离世。他的兒子路易成為皇帝。在806年，查理曼便依据日耳曼传统，对其身后王国的分配做出安排，规定由诸子瓜分王国。然而路易却并未遵循这一遗嘱，决心维护帝国的统一。817年他發布了一個法令來防止帝國的分割，他的理由是皇帝的名稱是不可分的，他指定兒子洛泰爾為副皇帝。他在他的法令中規定皇帝的長子繼承皇帝位。他的這個決定獲得了教會的支持，教會認為帝國的統一與教會的統一是一樣的。這樣一來帝國的主教介入了政治：他們成為皇帝兒子的對手。這些兒子們當然希望分國。從829年開始，皇帝與他的兒子們之間發生武裝衝突。
路易死於840年，他的兒子洛泰爾一世成為唯一的統治者，但是843年他的三個兒子還是在《凡爾登條約》裡決定三分法蘭克帝國。帝國後來在855年的普呂姆分割、870年的《墨爾森條約》和880年的《利貝蒙條約》中又多次被細分。此後法蘭克帝國再沒有被統一過。各個不同的帝國部分發展出不同的習俗、民風、語言，成為了獨立的國家。
- 西法蘭克王國：即日後的法國雛形。卡洛林王室成員在位直至987年，後被卡佩王朝繼取代。
- 中法蘭克王國：包括今日的尼德蘭、普羅旺斯、勃艮第和洛林。在870年簽定《墨爾森條約》後，中法蘭克王國北部領土被東西法蘭克王國瓜分。
- 東法蘭克王國：即日後的神聖羅馬帝國的雛型，卡洛林王室的統治結束於911年，此後開始了神聖羅馬皇帝選舉的先例，接續卡洛林王朝的是薩克森王朝。